# Школа имени Свободы
Зда́ние шко́лы и́мени Свобо́ды — памятник архитектуры федерального значения (Указ Президента Российской Федерации № 176 от 20.02.1995), находящийся по адресу Ижевск, ул. К. Либкнехта, 17. Сейчас в здании располагается школа-интернат № 75.

## История
В 1922 году рабочие Ижмаша основали школьно-строительный комитет, в фонд которого они добровольно отчисляли по два процента от своей ежемесячной зарплаты на постройку школ.
В 1923-м году началась постройка здания школы, 18 июня 1924 года после торжественного митинга на каждом из углов будущего здания были символически заложены пятиконечные звёзды. В самом конце 1925 года здание было построено, и 30 января 1926 года в школу Свободы № 31 пришли первые ученики (786 человек). Первый заведующий школой — делегат I Всероссийского съезда учителей, Ксения Михайловна Ившина.
Здание стало первой значительной архитектурной постройкой в советском Ижевске. Средний выступ завершается дугообразным фронтоном с двумя сферами и геральдической композицией.
В годы Великой Отечественной войны в здании был организован госпиталь.
С 1971 года в здании школы располагается специальное (коррекционное) образовательное учреждение для обучающихся, воспитанников с ограниченными возможностями здоровья, «Общеобразовательная школа-интернат № 75».

## Известные выпускники
- Михаил Тюлькин — Герой Советского Союза[6].
- Евгений Кунгурцев — дважды Герой Советского Союза.